# Karol Skórkowski
Wincenty Saryusz Karol Skórkowski herbu Jelita (ur. 1768 w Jankowicach, zm. 25 stycznia 1851 w Opawie) – dziekan kapituły katedralnej krakowskiej w 1829 roku, współpracownik biskupa Jana Pawła Woronicza, po jego przeniesieniu na stanowisko prymasa Królestwa Polskiego do Warszawy administrator diecezji krakowskiej. Wybrany został przez kapitułę biskupem krakowskim 1 lipca 1828, wybór ten zatwierdził car Mikołaj I i papież Pius VIII (obaj w lipcu 1829). Konsekracja biskupia Karola Skórkowskiego odbyła się w Warszawie 24 stycznia 1830.

## Życiorys
Syn Jana i Magdaleny Leszczyc-Siemińskiej. W 1787 roku wstąpił do seminarium ks. Misjonarzy na Stradomiu w Krakowie. Po trzech latach przeniósł się do seminarium w Warszawie. W 1792 wyswiecony na kapłana otrzymał probowstwo w Błotnicy. Brał udział w powstaniu kościuszkowskim. W 1812 powołany do Rady Generalnej Konfederacji Generalnej Królestwa Polskiego.
Dość szybko nazwisko nowego biskupa krakowskiego zaczęło się pojawiać w raportach szpiegów rosyjskich. Wybuch powstania listopadowego biskup przyjął z entuzjazmem, 10 grudnia 1830 w kazaniu zachęcał do ponoszenia ofiar „na ratunek Ojczyźnie”. 1 lutego 1831 wzywał duchowieństwo diecezji krakowskiej do modlitw w intencji powstania.
13 maja 1831 władze powstańcze powołały biskupa Skórkowskiego na stanowisko senatora.
W lipcu 1831 udzielił schronienia w pałacu biskupim gen. Janowi Skrzyneckiemu. Po zajęciu Krakowa przez wojska rosyjskie 4 października 1831 na jeden miesiąc biskup znalazł się w areszcie domowym bez prawa opuszczania pałacu. 15 lipca 1833 car Mikołaj I zabronił biskupowi sprawowania jurysdykcji kościelnej na terenie diecezji krakowskiej włączonej do Królestwa Polskiego. Równocześnie w Stolicy Apostolskiej Austria naciskana dyplomatycznie przez Rosję rozpoczęła starania o całkowite odsunięcie biskupa od władzy w Krakowie. 30 maja 1835 papież Grzegorz XVI polecił biskupowi Skórkowskiemu usunąć się z Krakowa, z zachowaniem jednak tytułu i jurysdykcji biskupa krakowskiego.

## Wygnanie i zgon w Opawie

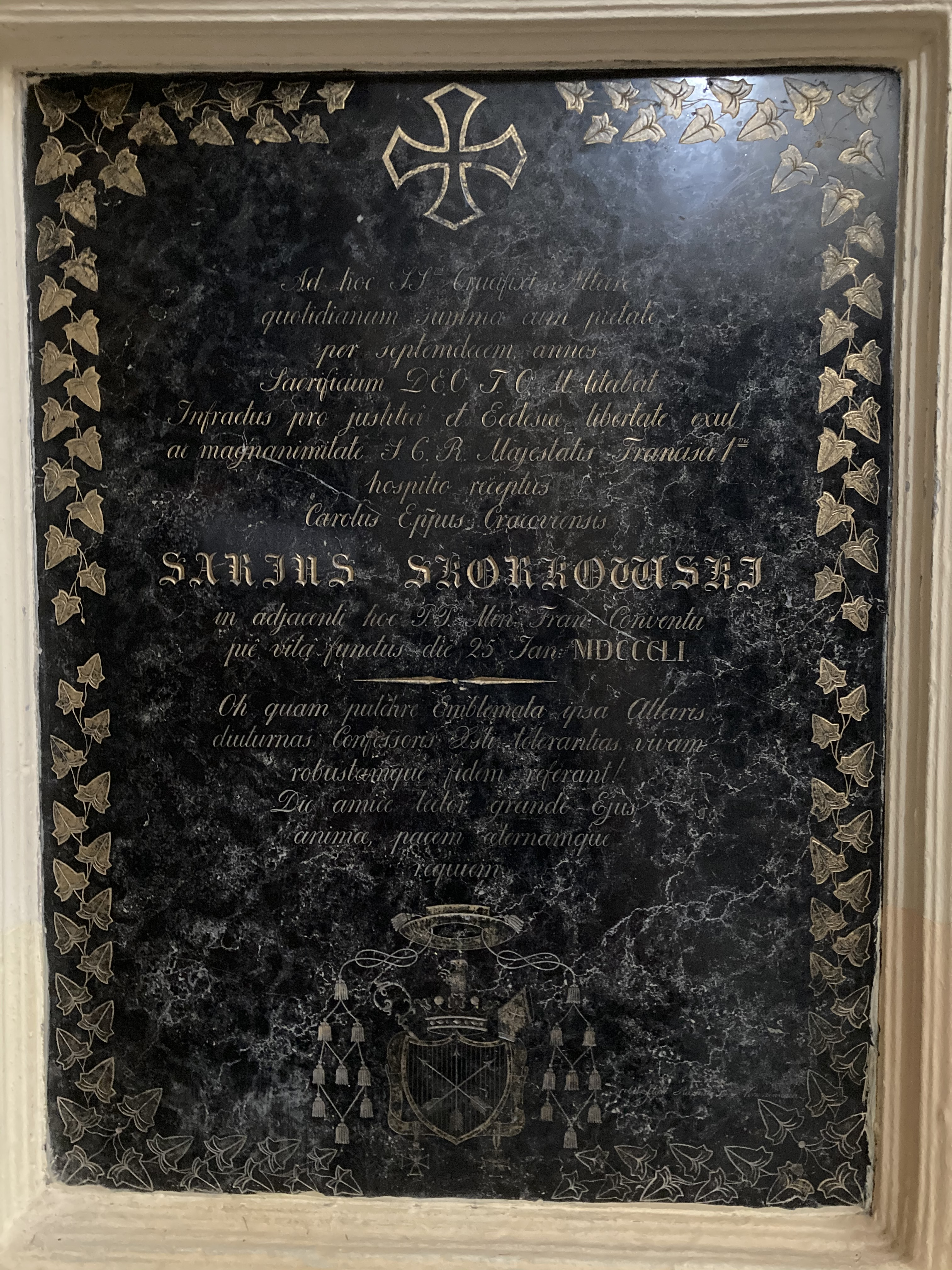
Tablica pamiątkowa w kościele OO. Franciszkanów w Opawie

2 lipca 1835 posłuszny poleceniu papieskiemu biskup udał się na wygnanie, z którego do Krakowa już nie powrócił. Zamieszkał w klasztorze franciszkańskim w Opawie. Na wygnaniu bacznie obserwował wydarzenia w Krakowie, a z kolejnymi administratorami prowadził ożywioną korespondencję. Z tego powodu władze zaborcze rozważały przeniesienie biskupa do Klagenfurt am Wörthersee, do czego jednak ostatecznie nie doszło. W Krakowie w imieniu wygnanego biskupa rządziło kolejno trzech administratorów: W latach 1836–1841 bp Franciszek Zglenicki, następnie ksiądz Ludwik Łętowski do momentu rezygnacji w 1849 r., a po nim do śmierci biskupa Skórkowskiego rządził ksiądz Mateusz Gładyszewicz. Na jakiekolwiek inne zmiany, np. mianowanie nowego biskupa, nie wyrażał zgody papież Pius IX uznając biskupa Skórkowskiego za jedynego legalnego rządcę diecezji krakowskiej.
Biskup zmarł na wygnaniu w wieku 83 lat, planowano pochować go w Krakowie, niestety zasłaniając się przepisami policyjno-sanitarnymi władze austriackie nie wyraziły na to zgody. Biskupa tymczasowo pochowano we wsi Katarzynki pod Opawą w tamtejszym kościele parafialnym.
Do Krakowa sprowadzono jego prochy dopiero 9 października 1913 i pochowano pod konfesją św. Stanisława w katedrze wawelskiej.